# Косяківка
Косякі́вка — село в Україні, у Таращанській міській громаді Білоцерківського району Київської області. Населення становить 566 осіб.

## Населення

### Мова
Розподіл населення за рідною мовою за даними перепису 2001 року:
| Мова       | Кількість | Відсоток |
| ---------- | --------- | -------- |
| українська | 565       | 99.82 %  |
| російська  | 1         | 0.18 %   |
| Усього     | 566       | 100 %    |

## Постаті
- Панасюк Андрій Сергійович(1984—2024) — старший солдат Збройних сил України, учасник російсько-української війни.